# Francis Chansa
Francis Chansa est un footballeur congolais (RDC) né le 10 septembre 1974 à Lubumbashi.
Il a participé à la Coupe d'Afrique des nations 2006 avec l'équipe de République démocratique du Congo.

## Carrière
| Année   | Club                      | Pays           |
| ------- | ------------------------- | -------------- |
| 1997-98 | Bush Bucks                | Afrique du Sud |
| 1998-99 | Durban United             | Afrique du Sud |
| 1999-00 | Rotal Tigers              | Afrique du Sud |
| 2000-01 | Lamontville Golden Arrows | Afrique du Sud |
| 2001-02 | Lamontville Golden Arrows | Afrique du Sud |
| 2002-03 | Lamontville Golden Arrows | Afrique du Sud |
| 2003-04 | Lamontville Golden Arrows | Afrique du Sud |
| 2004-05 | Orlando Pirates           | Afrique du Sud |
| 2005-06 | Orlando Pirates           | Afrique du Sud |
| 2006-07 | Orlando Pirates           | Afrique du Sud |
| 2007-08 | Orlando Pirates           | Afrique du Sud |
| 2008-09 | Santos Cape Town          | Afrique du Sud |
| 2009-10 | Wits University           | Afrique du Sud |
| 2010-11 | Mpumalanga Black Aces     | Afrique du Sud |